# Життя картлійських царів
Життя картлійських царів (груз. ცხოვრება ქართუელთა მეფეთა) — давньогрузинська хроніка VII століття. Змальовує історію грузинського народу з найдавніших часів до V століття. Але, за загальновживаною в науці версією працю написано грузинським істориком XI століття Леонті Мровелі. З цієї книги починаються всі нині відомі списки зводу середньовічних грузинських хронік «Картліс Цховреба».